# El gendarme toca el dos
El gendarme toca el dos  (títol original en francès: Le Gendarme en Balade) és una pel·lícula francesa dirigida per Jean Girault, estrenada el 1970 amb Louis de Funès i Michel Galabrucom a protagonistes. Aquest film, el quart de la sèrie de films d'El gendarme, és precedit per El gendarme es casa i seguit per El gendarme i els extraterrestres . Ha estat doblada al català.

## Argument
El mariscal cap Cruchot ha estat jubilat, com tota la brigada, per ser reemplaçats per un equip més jove i amb mètodes més moderns.
Sis mesos més tard, Cruchot s'avorreix en la jubilació al castell de la seva esposa; tanmateix, plena d'atenció respecte a ell per treure'l de la seva tristor: passeigs a cavall, sistema de vigilància ultra sofisticat de la propietat que no obeeix més que a les seves ordres, visita del rector...
Res no ho aconsegueix, fins i tot la rentada del cotxe que reivindica...
En una visita inopinada, l'ajudant Gerber i la seva dona, presos en principi com a intrusos, cauen en una antiga masmorra gràcies al famós sistema de detecció radar ofert per Josépha. Cruchot ensenya llavors a Gerber el seu museu-record, evoquen el seu passat a la gendarmeria de Saint-Tropez. Després reben un vell company de servei, el gendarme Merlot, que els ensenya que Fougasse s'ha tornat amnèsic.

## Repartiment
- Louis de Funès: el mariscal cap Ludovic Cruchot
- Michel Galabru: l'adjudant Jérôme Gerber
- Claude Gensac: Josépha
- Jean Lefebvre: Fougasse
- Christian Marin: Merlot
- Guy Grosso: Tricard
- Michel Modo: Berlicot
- France Rumilly: Germana Clothilde
- Nicole Vervil: Madame Gerber
- Dominique Davray: la germana
- Yves Vincent: el coronel

## Al voltant de la pel·lícula
- El rodatge s'ha desenvolupat a Saint-Tropez,[3] Gassin, Ramatuelle (al castell de Saint-Amé per a les escenes al convent),[4] Gassin, Gigaro[5] (La Croix-Valmer) en el Var i al castell de Nandy[6] a Seine-et-Marne.
- L'escena dels hippies va ser rodada a Cap Taillat, situat a la península de Saint-Tropez al departament del Var. Aquest indret és protegit pel conservatori del litoral des de 1987. Ha sofert molt per la seva utilització cinematogràfica, ja que s'han destruït dunes i vegetals necessaris a l'ecosistema, sobretot durant el rodatge de La Scoumoune el 1972 amb Jean-Paul Belmondo.